# Breitenbachhof
Die Wohnhausanlage Breitenbachhof in Bremen, Stadtteil Gröpelingen, Ortsteil Ohlenhof, Breitenbachhof 1 bis 23b / Barenburg/Klitzenburg / Wasserhorster Straße / Wummensieder Straße, entstand bis 1919 nach Plänen von Rudolf Jacobs. 
Das Gebäudeensemble steht seit 1978 unter Bremer Denkmalschutz.

## Geschichte
Die zwei- bis dreigeschossige Wohnhausanlage der Jahrhundertwende ließ von 1915 bis 1919 der Eisenbahn-Spar- und Bauverein (Espabau) von 1893 als sozialpolitisches Modellprojekt errichten. Die Eisenbahnersiedlung mit 162 Wohnungen gruppiert sich um zwei große Innenhöfe. 142 Geschosswohnungen entstanden bis 1919 und weitere 20 Wohnungen später durch den Ausbau der Dachgeschosse mit den gestalterisch prägenden Mansarddächern. Früher wohnten hier nur Eisenbahner, die u. a. als Rangierer, Stellwerker, Lokomotivführer oder Schaffner im nahe gelegenen gerade errichteten Rangierwerk tätig waren. Die früher organisierte Nachbarschaft besteht so nicht mehr. Heute besteht noch das Nachbarschaftszentrum BeiUns in der früheren Bäckerei. Einige Wohnungen werden durch Bewohner aus der Werkstatt Bremen belegt.

## Architektur
Die Wohnanlage wurde im Reformstil errichtet. Im Gegensatz zu üblichen Baublocks befinden sich die Hauseingänge nicht an den jeweiligen Straßenseiten, sondern an den beiden miteinander verbundenen Innenhöfen. Diese sind von den Straßen über vier breite Durchgänge zu erreichen. Die Innenhöfe werden heute sowohl als Parkplatz als auch als Spielplatz bzw. Erholungsfläche genutzt. Durch Konzeption mit innenliegenden Eingängen erhielten die Höhe einen intimen, auf die Berufsgemeinschaft fokussierten Charakter.
Stilistisch dominieren Merkmale des Reformstils. Vor allem die Hofseiten sind mit Loggien, vorspringenden Treppenhäusern, Giebeln und Gauben reich gegliedert. Durch die Integration des zweiten Obergeschosses in das Mansardendach wird die Höhe optisch reduziert.